# Східний експрес
Східний Експрес (фр. Orient-Express) — назва пасажирських поїздів далекого сполучення компанії Compagnie Internationale des Wagons-Lits. Маршрут змінювався декілька разів, різні маршрути одночасно використовували цю назву. Початково Східний Експрес планувався як звичайний залізничний маршрут. Згодом назва стала синонімом розкоші й інтриги мандрівки. Східний Експрес мав з'єднувати Стамбул і Париж.
Наразі Східний Експрес не курсує між Стамбулом і Парижем. Останнього разу потяг з цією назвою за вкороченим маршрутом від'їхав з Парижа до Відня в п'ятницю, 8 червня, 2007. Після цього маршрут прямує зі Страсбурга, у зв'язку з початком руху LGV Est, яка значно пришвидшила сполучення Парижа зі Страсбургом. Новий потяг відходить щодня зі Страсбурга о 22.20, відразу по прибуттю TGV з Парижа, в Карлсруе його зчіплюють з потягом Амстердам — Відень.

## Потяг Eclair de luxe
Жорж Нагельмакерс запросив публіку на залізничну мандрівку завдовжки 2 000 км потягом Eclair de luxe. Потяг рушив з Парижа (Страсбурзький вокзал — Gare de Strasbourg), у вівторок, 10 жовтня, 1882, о 18:30 і прибув до Відня, наступного дня о 23:20. У зворотньому напрямку потяг рушив з Відня в п'ятницю, 13 жовтня, 1882 о 16:40 і прибув до Парижа (Gare de Strasbourg) о 20:00 в суботу, 14 жовтня, 1882.
Потяг складався:1. Багажний вагон. 2. Спальний вагон на 16 місць. 3. Спальний вагон на 14 місць. 4. Вагон-ресторан. 5. Спальний вагон на 14 місць. 6. Спальний вагон на 14 місць. 7. Багажний вагон (вантажопідйомністю 101 тонн). В першому меню було (10 жовтня 1882): устриці, суп з італійською пастою (макаронами), тюрбо з зеленим соусом, курка ‘à la chasseur’, філе яловичини з картоплею 'château', 'chaud-froid' диких тварин, салат, шоколадний пудинг, різноманітні десерти.

## Маршрути Східного Експресу

Історичні маршрути Східного Експресу

Постійний рух розпочався 4 жовтня 1883 року з Парижа (Гар де л'Ест) на Джурджу, Румунське королівство через Мюнхен і Відень. В Джурджу пасажири пересідали на пором і рушили через Дунай до болгарського міста Русе. Звідти рушили потягом до Варни. З Варни іншій пором рушив до Стамбулу. У 1885 році розпочав дію інший маршрут через Відень, Белград і Ниш, пересадка у Пловдиві і далі залізницею до Стамбула.
1 червня 1889 року вирушив перший безпересадочний потяг Париж — Стамбул, який діяв до 19 травня 1977 року, коли останній потяг на цьому маршруті прибув до Стамбула. Вокзал Сіркеджі у Стамбулі був побудований спеціально для Східного Експресу. Поромна переправа з'єднувала через протоку Босфор вокзал Сиркеджі з вокзалом Хайдарпаша, який був кінцевою точкою в Анатолії Османської залізниці.
З початком Першої світової війни дія Східного експресу була припинена. Рух відновився тільки після припинення військових дій. Після відкриття Сімплонського тунелю в 1919 році було відкрито маршрут Мілан, Венецію, Трієст. Цей маршрут був відомий як Симплонський Східний Експрес (Simplon Orient Express). Він діяв як доповнення до головного маршруту. Згідно з Сен-Жерменським мирним договором цей потяг мав прямувати цим маршрутом. До цього всі потяги через Австрію мали прямувати через Відень. За деякий час Симплонський Східний Експрес став провідним маршрутом.
Найбільший розквіт Східний Експрес зазнав за часів інтербелуму. В той час одночасно діяли три маршрути: Східний Експрес, Симплонський Східний Експрес, Альберзький Східний Експрес який прямував через Цюрих, Інсбрук до Будапешту, де відбувалось розгалуження на Афіни і Бухарест. Протягом цього часу, Східний Експрес надбав репутацію завдяки комфорту і розкоші, спальних вагонів і якістю кухні вагона-ресторану. Пасажири головним чином були представники королівських родин, вельможі, дипломати, підприємці. Також до Східного Експресу чіплялись спальні вагони, проходячи з Кале до Парижа, таким чином, мандрівка могла тривати з одного кінця континентальної Європи до іншого.
За часів Другої Світової війни дія Східного Експресу була припинена. 1939—1945 Німецька компанія Mitropa намагалась відновити дію Східного Експресу, але спроба була зірвана партизанами.
Після закінчення Другої Світової війни Східний Експрес зазнав численні проблеми по встановленню Залізної завіси. Реальний рух був можливий лише через Белград до Афін, після відкриття кордону між Югославією і Грецією у 1951 році.
В 1962 році Східний Експрес й Альберзький Східний Експрес припинили дію. Лишився лише Симплонський Східний Експрес, який був у 1962 перейменований на Прямий Східний Експрес (Direct Orient Express) який прямував щодня з Парижа до Белграда і двічі на тиждень до Афін і Стамбулу.
У 1976 припинено рух прямого потягу Париж-Афіни, а 19 травня 1977 році припинено рух прямого потягу Париж-Стамбул.

## Сьогодення
Припинення руху Прямого Східного Експресу було сприйнято як закриття взагалі проєкту Східний Експрес. Але це не так. З цією назвою прямували потяги з Парижа до Будапешта і Бухареста (через Страсбург, Мюнхен і Будапешт). У 2001 році маршрут був скорочений до Париж-Відень, Східний Експрес був продовженням експресу Париж-Страсбург. 8 червня 2007 цей маршрут припинив дію. 10 червня 2007 року було відкрито LGV Est, з цього часу маршрут Східний Експрес прямує лише зі Страсбурга до Відня. Цей маршрут забезпечує ефективний зв'язок Парижа з Віднем відправлення з Парижа в 19.24, прибуття до Відня в 8.35, в зворотному напрямку відправлення з Відня в 20.34, прибуття в Париж в 9,34.
Хоч сьогоденний маршрут прямує зі Страсбурга до Відня, можна простежити весь маршрут Париж — Стамбул у чотири сьогоденних маршрути: Париж — Страсбург, Страсбург — Відень, Відень — Белград, Белград — Стамбул. Також існують інші маршрути: Париж — Мюнхен — Будапешт — Бухарест — Стамбул й Париж — Цюрих — Белград — Стамбул. Тривалість поїздки будь-яким маршрутом — приблизно 60 годин.

## Приватні маршрути, що використовують цю назву
У 1982 році відновлено маршрут Венеція — Симплон Східний Експрес (Venice-Simplon Orient Express), який відтворює маршрут 1930-х Лондон-Венеція. Потяги курсують з березня по листопад. Поїзд орієнтований переважно на туристів (вартість квитка — £1,200).

## Східний експрес у культурі
У 1934 році Агата Крісті видала роман «Вбивство у «Східному експресі»», де повністю вся дія відбувається в поїзді.
У 2015 році Олесь Барліг написав п'єсу «Уроборос у Східному експресі» присвячену резонансним на той час проявам гомофобії в Україні. Серед іншого у творі мова йде про ЛГБТ-рух в контексті Євромайдану та Антитерористичної операції на сході України (відомої також як Російська збройна агресія проти України (2014—2017)). П'єса потрапила до програми Фестивалю рівності у Запоріжжі і фестивалю Тиждень актуальної п'єси. У 2017 році увійшла до збірки «Звірі подивляться замість тебе» виданої у видавництві Крок.